# Joe Brown (Bergsteiger)

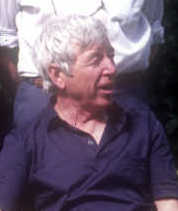
Joe Brown (2006)

Joseph „Joe“ Brown, CBE (* 26. September 1930 in Manchester; † 15. April 2020 in Llanberis) war ein britischer Kletterer und Bergsteiger. Ihm gelangen über 100 Erstbegehungen und die Einrichtung von mehr als 600 Kletterrouten in Europa, Afrika, Alaska, Südamerika und Asien.
Von 1951 bis 1955 bildete er mit Don Whillans eine erfolgreiche Seilschaft, der zahlreiche schwierige Routen und Erstbesteigungen im Vereinigten Königreich gelangen, besonders in Snowdonia und im Peak-District. Im Sommer 1954 gelang ihnen in Frankreich mit der „Engländerführe“ der heute bekannteste Anstieg durch die Westwand des Aiguille de Blaitière (3522 m) und die Drittbesteigung des Petit Dru (3733 m), bei der es sich um die erste britische Besteigung und die bis dahin schnellste handelte.
Weltweite Aufmerksamkeit erlangte er mit der Erstbesteigung des Kangchendzönga (8586 m) im Himalaya am 25. Mai 1955 mit George Band. Es handelte sich dabei um den ersten durch eine britische Seilschaft erstiegenen 8000er. Eine erneute Besteigung des Berges gelang erst 1977 einer indischen Expedition.
Im Sommer 1956 gelang Brown zudem  mit Tom Patey, John Hartog und Ian McNaught-Davis die Erstbesteigung des Muztagh Tower (7273 m) im Karakorum. Im Juli 1976 nahm er an der Erstbesteigung des Trango Tower (6251 m) in Pakistan teil. Dabei begleiteten ihn Mo Anthoine, Martin Boysen und Malcom Howells.

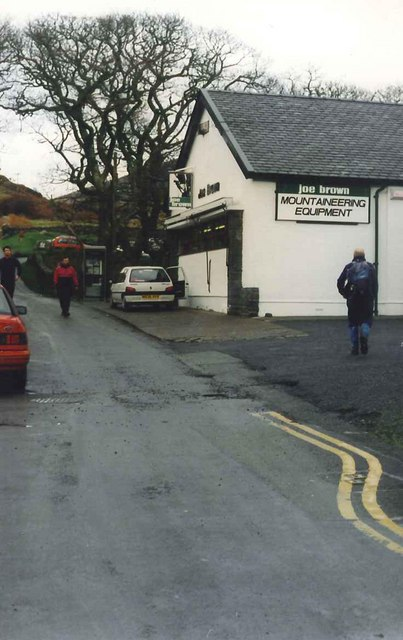
Browns Geschäft in Capel Curig

Der mit sechs Geschwistern und ohne Vater in Manchester aufgewachsene Brown eröffnete 1966 mit seiner Frau einen Klettershop in Llanberis, dem wenige Jahre später ein weiterer in Capel Curig folgte. 2010 wurde ein dritter Shop in Llanberis eröffnet. Nachdem er für seine Erfolge zum Member of the British Empire ernannt worden war, wurde er 2011 zum Commander of the British Empire erhoben. 2001 erschien seine Autobiografie The Hard Years. Brown starb im April 2020 im Alter von 89 Jahren im walisischen Llanberis.